# Бояринов Григорій Іванович
Григорій Іванович Бояринов (15 листопада 1922, с. Сукромля, Рославльський повіт, Смоленська губернія — 27 грудня 1979, Палац Аміна, Демократична Республіка Афганістан) — радянський військовий діяч. Керівник штурму Палацу Аміна, під час якого загинув. Герой Радянського Союзу (1980), кандидат військових наук.

## Початкова біографія
Григорій Іванович Бояринов народився 15 листопада 1922 року в селі Сукромля нині Єршицький район Смоленської області в родині селянина.
Отримав середню освіту.

## Військова служба
До лав Червоної Армії Бояринов призваний 1939 року.
У липні 1941 року закінчив Свердловське військове піхотне училище.
У боях нацистсько-радянської війни брав участь з 1941 року на посаді командира мінометного взводу на Північно-Західному фронті.
З грудня 1941 служив у винищувальному полку Північно-Західного фронту.
У 1942 році вступив до лав ВКП (б).
З лютого 1942 року служив у прикордонному полку НКВС, який воював на Північно-Західному, Ленінградському та 2-м Прибалтійському фронті). Командував школою снайперів, готував диверсійні підрозділи, а також особисто очолював їх при походах за лінію фронту. Загін спеціального призначення під його командуванням знищив штаб італійської дивізії.
На завершальному етапі війни був начальником штабу прикордонної комендатури.
До 1948 року служив у прикордонному загоні Північно-Західного прикордонного округу.
У 1953 році закінчив Військовий інститут МДБ, після чого був залишений на роботу викладача на кафедрі. У 1959 році закінчив ад'юнктуру Військової академії імені М. В. Фрунзе. У тому ж році удостоєний наукового ступеня кандидата військових наук.
З 1961 року викладав у Вищій Червонопрапорній школі імені Ф. Е. Дзержинського (нині — Академія ФСБ РФ).
З 1969 року Бояринов керував курсами удосконалення офіцерського складу школи, організованих в рамках КДБ.
Влітку 1979 року Григорій Іванович Бояринов направлений в Демократичну Республіку Афганістан як командир загону спеціального призначення «Зеніт». Брав участь у штурмі палацу Аміна, під час якого загинув.
Указом Президії Верховної Ради СРСР від 28 квітня 1980 «за мужність та героїзм, проявлені при виконанні інтернаціонального обов'язку в республіці Афганістан» полковнику Григорію Івановичу Бояринову присвоєно посмертно звання Героя Радянського Союзу.
Похований на Кузьмінському кладовищі в Москві.

## Нагороди
- Медаль «Золота Зірка» Героя Радянського Союзу № 11431
- Орден Леніна
- Орден Червоного Прапора
- Медаль «За відвагу»
- Інші медалі

## Пам'ять
- Фонд «КУОС — Вымпел» імені Героя Радянського Союзу Г. І. Бояринова.